# 한국전통문화학교발전기금
한국전통문화학교발전기금은 한국전통문화학교 발전에 기여하기 위하여 학자금․장학금 또는 학술조사 연구비의 지급, 학교시설 및 기자재의 확충에 관한 사업을 함을 목적으로 2000년 12월 29일 설립된 문화체육관광부 소관의 재단법인이다. 사무실은 충청남도 부여군 규암면 합정리 430에 있다.

## 주요 사업
- 교원의 교육 및 연구활동 지원
- 학생의 장학사업 지원
- 도서, 연구기자재, 학교시설 및 후생복지의 확충지원
- 국내외 학술교류 및 학술회의 지원
- 대학의 문화·체육활동 지원
- 대학의 교육, 연구 및 복지사업 지원에 필요한 재산소유 부동산의 공여
- 기타 재단의 설립목적을 달성하기 위하여 필요한 사업